# Khanaqin

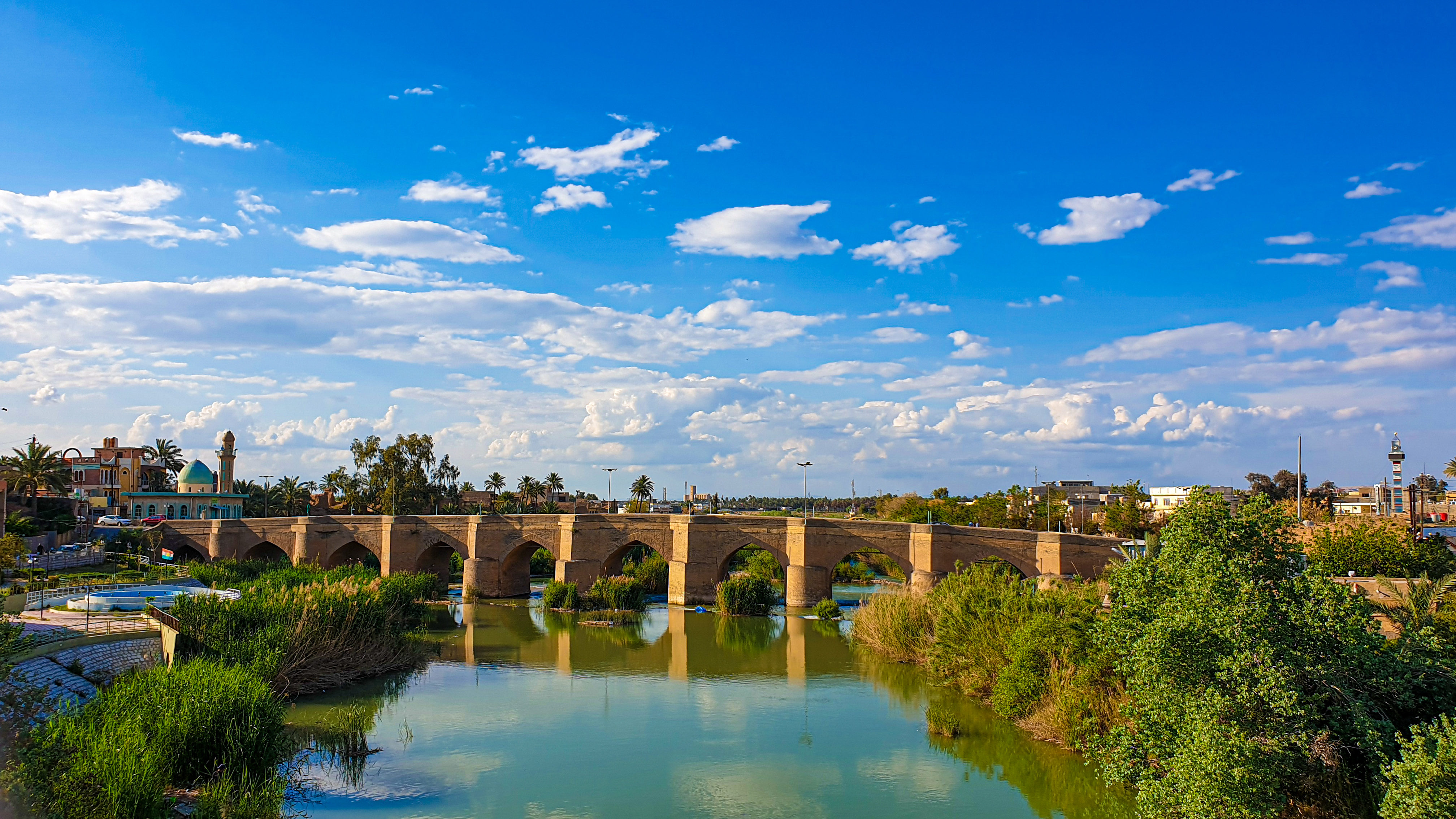
Khanaquin

Khanaqin (em árabe: خانقين; em curdo: خانه‌قین; romaniz.: Xaneqîn) é uma cidade do Iraque na província de Diala, próxima à fronteira com o Irã. É o centro administrativo do distrito de mesmo nome, que engloba diversas outras cidades e vilas. A cidade é dividida em duas partes pelo rio Aluande, afluente do rio Diala.

## População
A maior parte dos habitante são xiitas da tribo curda dos Kalhor, que falam o dialeto curdo Quelúri.